# GSPR Gorzów Wielkopolski
GSPR Gorzów Wielkopolski – polski klub piłki ręcznej z Gorzowa Wielkopolskiego działający w latach 1974–2013.

## Historia
Klub został założony w 1974. W 2013 roku z powodów finansowych rozwiązano sekcję seniorską. Zespół wycofał się z rozgrywek w trakcie sezonu 2012/2013 z dorobkiem jednego punktu i bilansem bramkowym 381:538, remisując swój ostatni mecz z Kar-Do Spójnią Gdynia 22:22.